# Giải bóng đá nữ U18 quốc gia 2008
Giải bóng đá nữ U18 quốc gia 2008 là giải bóng đá nữ dành cho lứa tuổi dưới 18 tuổi, đây là mùa giải thứ hai do VFF tổ chức. Giải bóng đá nữ U18 Quốc gia năm 2008 diễn ra từ ngày 18/6 đến ngày 26/8 với 6 đội bóng tham dự là đội chủ nhà Thái Nguyên, Hòa Hợp Hà Nội, Than Khoáng Sản Việt Nam, Hà Nội, Thành phố Hồ Chí Minh và Hà Nam.

## Điều lệ giải
Giải bóng đá nữ U18 Quốc gia sẽ áp dụng luật thi đấu bóng đá 7 người do Ủy ban Thể dục Thể thao ban hành năm 2001. Các đội bóng sẽ thi đấu theo phương thức vòng tròn một lượt và tính điểm xếp hạng. Mỗi đội bóng được phép đăng ký tối đa 5 quan chức và 18 cầu thủ. Tuy nhiên, trong mỗi trận đấu, mỗi đội chỉ được quyền đăng ký 7 cầu thủ chính thức và 7 cầu thủ dự bị. Thời gian diễn ra mỗi trận đấu gồm hai hiệp, mỗi hiệp 25 phút, thời gian nghỉ giữa hiệp là 10 phút.

## Bảng xếp hạng
| TT | Đội                             | Trận | Thắng | Hòa | Thua | Hiệu số | Điểm |
| 1  | U18 nữ Hòa Hợp Hà Nội           | 5    | 2     | 2   | 1    | 6/4     | 8    |
| 2  | U18 nữ Phong Phú Hà Nam         | 5    | 2     | 2   | 1    | 3/2     | 8    |
| 3  | U18 nữ Thái Nguyên              | 5    | 2     | 1   | 2    | 7/3     | 7    |
| 4  | U18 nữ Hà Nội                   | 5    | 2     | 1   | 2    | 3/4     | 7    |
| 5  | U18 nữ Hồ Chí Minh              | 5    | 2     | 0   | 3    | 4/12    | 6    |
| 6  | U18 nữ Than Khoáng Sản Việt Nam | 5    | 2     | 0   | 3    | 4/9     | 6    |

## Kết quả chi tiết
|                          | Hòa Hợp Hà Nội | Than Khoáng Sản Việt Nam | Thái Nguyên | Thành phố Hồ Chí Minh | Hà Nội | Hà Nam |
| ------------------------ | -------------- | ------------------------ | ----------- | --------------------- | ------ | ------ |
| Hòa Hợp Hà Nội           | xxx            |                          | 2-0         | 1-0                   | 1-1    |        |
| Than Khoáng Sản Việt Nam | 2-1            | xxx                      |             |                       |        | 1-0    |
| Thái Nguyên              |                | 5-0                      | xxx         |                       | 0-0    | 2-0    |
| Thành phố Hồ Chí Minh    |                | 2-1                      | 1-0         | xxx                   |        |        |
| Hà Nội                   |                | 1-0                      |             | 1-0                   | xxx    |        |
| Hà Nam                   | 1-1            |                          |             | 1-0                   | 1-0    | xxx    |

(Hàng dọc: đội chủ nhà; Hàng ngang: đội khách)

## Tổng kết mùa giải
- Đội Nhất: Hòa Hợp Hà Nội, giải thưởng: Cúp, bảng danh vị và 40 triệu đồng
- Đội Nhì: Hà Nội, giải thưởng: Bảng danh vị và 25 triệu đồng
- Đội Ba: Thái Nguyên, giải thưởng: Bảng danh vị và 15 triệu đồng
- Giải Phong cách: Đội Hà Nội, giải thưởng 10 triệu đồng
- Cầu thủ xuất sắc nhất giải: Nguyễn Thị Thanh Hương, giải thưởng 2 triệu đồng
- Cầu thủ ghi nhiều bàn thắng nhất giải: (giải thưởng 1 triệu đồng) gồm 7 cầu thủ (ghi 2 bàn thắng): 
  - Nguyễn Thị Nguyệt (11- Phong Phú Hà Nam)
  - Nguyễn Hương Giang (9 - Thái Nguyên)
  - Trần Mai Tuyền (6 - Thái Nguyên)
  - Nguyễn Thị Hương (10 -Hòa Hợp Hà Nội)
  - Nguyễn Thị Phượng (5 -Than Khoáng Sản Việt Nam)
  - Nguyễn Thị Thảo (7 -Than Khoáng Sản Việt Nam)
  - Trịnh Ngọc Hoa (9 - Thành phố Hồ Chí Minh).